# Estación de Palacio de los Deportes
Palacio de los Deportes es una estación terminal de la línea 2 del Metro de Málaga de andén central. Se sitúa en la Calle Miguel de Mérida Nicolich, junto al Palacio de Deportes José María Martín Carpena.

## Historia
Las obras de la estación comenzaron en 2006 y ya estaban finalizadas en 2009.  

### Apertura
Fue inaugurada dentro del tramo original de la red el 30 de julio de 2014.

## Situación
La estación de Palacio de los Deportes se sitúa en la parte más occidental del distrito Carretera de Cádiz, cerca de barrios de reciente construcción como Parque Litoral y de diversas infraestructuras deportivas como el Estadio de Atletismo Ciudad de Málaga y el Martín Carpena. Originalmente, la estación iba a estar en superficie, sin embargo se decidió que fuera subterráneo en su totalidad tras las solicitudes vecinales y a diferencia de la línea 1 en su tramo final.

## Características
Su configuración es de andén central con dos vías terminales. La particularidad de esta estación es tener en superficie el vestíbulo que contiene la zona de tornos, máquinas expendedoras y venta de billetes, debido a la disponibilidad de terrenos a nivel de calle y a la alta afluencia de viajeros en los acontecimientos deportivos del Estadio de atletismo Ciudad de Málaga, el Centro Acuático y el Palacio de Deportes (entre otros acontecimientos, es aquí donde juega regularmente el Unicaja de Málaga de la liga ACB). 

## Accesos
- Ascensor: Calle Miguel de Mérida Nicolich
- Calle Miguel de Mérida Nicolich (enfrente del Hospital Quirón)

## Líneas y conexiones

### Metro
| << cabecera    | < estación    | LÍNEA | LÍNEA | LÍNEA | estación > | cabecera >> |
| Hospital Civil | Puerta Blanca |       |       |       | Terminal   | Terminal    |

### Autobuses
| Diurnos |                  |                                      |
| Línea   | Dirección        | Parada                               |
| 31      | Paseo del Parque | PALACIO DE LOS DEPORTES              |
| 7       | Miraflores       | IMPERIO ARGENTINA - PALACIO DEPORTES |